# 2. Deutsche Volleyball-Bundesliga 1986/87 (Männer)
Die Saison 1986/87 der 2. Volleyball-Bundesliga der Männer war die dreizehnte Ausgabe dieses Wettbewerbs.

## 2. Bundesliga Nord
Meister und Aufsteiger in die 1. Bundesliga wurde der 1. SC Norderstedt. Absteiger in die Regionalliga waren der SSF Bonn, der TV Eiche Horn Bremen und der Post SV Berlin.

### Mannschaften
In dieser Saison spielten folgende zehn Mannschaften in der 2. Bundesliga Nord der Männer:
- Post SV Berlin
- SSF Bonn
- TV Eiche Horn Bremen
- MTV Celle
- VV Humann Essen
- TV Menden
- 1. SC Norderstedt
- GSV Osnabrück
- TVK Wattenscheid
- SV Bayer Wuppertal

Absteiger aus der 1. Bundesliga war der MTV Celle. Aus der Regionalliga stiegen der TV Eiche Horn Bremen (Nord) und der VV Humann Essen (West) auf.

### Tabelle
|                         | Verein       | Spiele | Punkte | Sätze |
| ----------------------- | ------------ | ------ | ------ | ----- |
| 1.                      | Norderstedt  | 18     | 32:4   | 49:12 |
| 2.                      | Osnabrück    | 18     | 30:6   | 50:16 |
| 3.                      | Menden       | 18     | 22:14  | 38:31 |
| 4.                      | Wuppertal    | 18     | 20:16  | 37:32 |
| 5.                      | Essen (N)    | 18     | 20:16  | 37:36 |
| 6.                      | Celle (A)    | 18     | 16:20  | 32:36 |
| 7.                      | Wattenscheid | 18     | 14:22  | 31:40 |
| 8.                      | Berlin       | 18     | 14:22  | 30:44 |
| 9.                      | Bremen (N)   | 18     | 6:30   | 24:46 |
| 10.                     | Bonn         | 18     | 6:30   | 15:50 |
| Stand: Abschlusstabelle |              |        |        |       |

|     | Aufsteiger in die Bundesliga    |
|     | Absteiger in die Regionalliga   |
| (A) | Absteiger aus der 1. Bundesliga |
| (N) | Aufsteiger aus der Regionalliga |

## 2. Bundesliga Süd
Meister und Aufsteiger in die 1. Bundesliga wurde der VfB Friedrichshafen. Absteiger in die Regionalliga war Orplid Darmstadt.

### Mannschaften
In dieser Saison spielten folgende zehn Mannschaften in der 2. Bundesliga Süd der Männer:
- TV Biedenkopf
- Orplid Darmstadt
- SSG Etzbach
- Orplid Frankfurt
- VfB Friedrichshafen
- Internat Hoechst
- TuS Kriftel
- VGF Marktredwitz
- FTM Schwabing
- VfL Sindelfingen

Absteiger aus der 1. Bundesliga war der VfB Friedrichshafen. Aus der Regionalliga stiegen der TV Biedenkopf (Südwest) und die VGF Marktredwitz (Süd) auf. Die Junioren des Internats Hoechst hatten ein Sonderspielrecht.

### Tabelle
|                         | Verein              | Spiele | Punkte | Sätze |
| ----------------------- | ------------------- | ------ | ------ | ----- |
| 1.                      | Friedrichshafen (A) | 18     | 30:6   | 50:13 |
| 2.                      | Hoechst (S)         | 18     | 28:8   | 44:20 |
| 3.                      | Etzbach             | 18     | 26:10  | 42:24 |
| 4.                      | Schwabing           | 18     | 22:14  | 41:31 |
| 5.                      | Frankfurt           | 18     | 20:16  | 35:34 |
| 6.                      | Biedenkopf (N)      | 18     | 16:20  | 34:37 |
| 7.                      | Marktredwitz (N)    | 18     | 16:20  | 31:38 |
| 8.                      | Kriftel             | 18     | 12:24  | 31:41 |
| 9.                      | Sindelfingen        | 18     | 10:26  | 22:46 |
| 10.                     | Darmstadt           | 18     | 0:36   | 8:54  |
| Stand: Abschlusstabelle |                     |        |        |       |

|     | Aufsteiger in die Bundesliga    |
|     | Absteiger in die Regionalliga   |
| (A) | Absteiger aus der 1. Bundesliga |
| (N) | Aufsteiger aus der Regionalliga |
| (S) | Sonderspielrecht                |